# Parque Morelos (Guadalajara)
El Parque  Morelos es un parque urbano de la ciudad de Guadalajara. Está ubicado en la calzada Independencia del centro histórico. 

## Acerca del parque
La zona donde está el parque fue creada por la bifurcación del río San Juan de Dios. En la época virreinal era un bosque de álamos. La zona contaba con dos puentes, incluyendo el del Molino del Chocolate de la Beatas (hoy calle Federación). Con el tiempo la zona cayó en el olvido, convirtiéndose en un tiradero. En el siglo XX después de la Revolución mexicana vino el entubamiento del río San Juan de Dios para convertirlo en la calzada Independencia. Se aprovechó arreglar la zona y convertirla en el Paseo de la Alameda. Se contrató al arquitecto Rafael Urzúa para crear un parque adecuado para los tapatíos. Hoy en día el parque es muy conocido por los raspados y las celebraciones de Día de Muertos.
Desde 1967 cuenta con una escultura ecuestre de bronce del general José María Morelos sobre un pedestal hemicíclico de mármol y cantera. Hay una estela piramidal de cantera con una águila de la independencia. En el texto grabado en bronce, es incluido el punto 12 de los Sentimientos de la Nación de la cual buscaba una mayor igualdad social en México, reduciendo el tiempo de las jornadas y mejorar las costumbres para las clases marginadas. A lado del monumento inicia la Calzada de los Insurgentes que incluye 14 bustos de Juan Álvarez, Francisco Xavier Mina, Valerio Trujano, Nicolás Bravo, Mariano Abasolo, Ignacio López Rayón, el Pípila, Ignacio Allende, Guadalupe Victoria, Narciso Mendoza, Hermenegildo Galeana, Vicente Guerrero, Ignacio Aldama y José Mariano Jiménez. Al final de este camino se encuentra un quiosco.